# Tombroekmolen
De Tombroekmolen (Frans: Moulin de Tombrouck) is een windmolenrestant in het tot de Henegouwse gemeente Moeskroen behorende deel van de plaats Tombroek, gelegen aan de Tombrouckstraat.
Deze ronde stenen molen van het type grondzeiler fungeerde als korenmolen en oliemolen.

## Geschiedenis
In 1492 was er al sprake van een enkele molens te Moeskroen. In 1569 werd de oliemolen, van het type standerdmolen, overgebracht naar de huidige plaats. In 1905 brandde deze molen af. Hij werd in 1906 herbouwd als stenen korenmolen. Later werd de molen verdekkerd.
In 1946 werden de roeden verwijderd en op de Hoogmolen te Aalbeke gemonteerd. Tot 1967 werd nog elektrisch gemalen. Daarna werd de molen vooral als opslagplaats gebruikt. Enkele onderdelen van de maalinrichting zijn nog op de begane grond aanwezig.
De hooggelegen molen heeft een vrijwel cilindrische romp, die behouden is gebleven. Hij wordt bedreigd door een voorgenomen uitbreiding van het nabijgelegen bedrijventerrein.